# Heteromysis dentata
Heteromysis dentata är en kräftdjursart som beskrevs av Hanamura och Kase 200. Heteromysis dentata ingår i släktet Heteromysis och familjen Mysidae. Inga underarter finns listade i Catalogue of Life.